# Parasteropleurus inenormis
Parasteropleurus inenormis is een rechtvleugelig insect uit de familie van de sabelsprinkhanen (Tettigoniidae). De wetenschappelijke naam van deze soort is voor het eerst voorgesteld als Uromenus inenormis door Ignacio Bolívar in een publicatie uit 1907.
Deze soort komt voor in Algerije.